# Felipe Valente
Luiz Felipe de Araújo Valente é um cantor, compositor, produtor musical, multi-instrumentista e arranjador brasileiro. 
Com carreira inicial na Igreja Adventista do Sétimo Dia, foi integrante do interface e Arautos do Rei e, desde 2007, segue carreira solo. Iniciou a carreira solo com o disco Metade, lançado em 2007. Dois anos depois, produziu FV, que recebeu as participações dos cantores Leonardo Gonçalves e Daniela Araújo. Seu terceiro disco foi lançado em 2017. Reversos saiu pelo selo LG7, distribuído pela gravadora Sony Music Brasil.
Como compositor, Felipe escreveu canções notórias no meio religioso. Escreveu várias músicas do álbum Princípio e Fim (2012), do cantor Leonardo Gonçalves e também faixas do álbum Pra Onde Iremos? (2014) de Gabriela Rocha. Além deles, Valente possui composições gravadas por Brenda e gravações com Rebeca Nemer, Dany Grace e David Quinlan.
Desde 2022, após sua saída da Igreja Adventista do Sétimo Dia, pertence à Igreja Um Lugar Comunidade, sendo um dos seus fundadores.

## Discografia
- 2007: Metade
- 2009: FV
- 2017: Reversos
- 2020: Teu Santo Nome (ao vivo)